# التضامن من أجل حقوق الإنسان الفلسطيني (منظمة)
التضامن من أجل حقوق الإنسان الفلسطيني هي منظمة طلابية غير ربحية وتدافع عن منصة عدالة اجتماعية قوية لدعم حقوق الشعب الفلسطيني. يقع مقر المجموعة في مونتريال، كيبيك، كندا واكتسبت شهرة واسعة بعد التحريض على الاحتجاج في جامعة كونكورديا، مما أجبر رئيس الوزراء الإسرائيلي السابق بنيامين نتنياهو على إلغاء خطاب كان من المقرر عقده في 9 سبتمبر 2002.
في عام 2009، هددت المنظمة علناً بالعصيان المدني والاضطرابات رداً على وكالة خدمات الحدود الكندية التي تمنع النائب البريطاني آنذاك جورج غالوي من دخول كندا.

## نبذة تاريخية
تأسست منظمة التضامن من أجل حقوق الإنسان الفلسطيني في 1999 نتيجة اندماج بين منظمتين طلابيتين مقرهما في جامعة كونكورديا وجامعة ماكجيل في مونتريال؛ مركز كونكورديا لحقوق الإنسان الفلسطيني ولجنة ماكجيل للتضامن الفلسطيني. ورأى الكثيرون أن اتفاقية أوسلو لم توقف التهديدات للشعب الفلسطيني حيث استمرت الاستيطان بلا هوادة وسعى كثيرون إلى تسليط الضوء على محنة الشعب الفلسطيني للشعب الكندي.
بعد أن لاحظوا فراغًا معينًا في حركة التضامن الكندية، أراد الأعضاء إنشاء منظمة فريدة ومستقلة تكون قادرة على تعزيز النضال الفلسطيني في جميع جوانبه. بعد نقاش دام ثلاثة أشهر، قرر مجلسا الإدارة الاندماج وتوحيد مواردهما من أجل تعزيز النضال الفلسطيني من أجل حقوق الإنسان. عملت المجموعتان في مشاريع كبرى معًا وتشاورتا بعضهما البعض.
تم بذل جهد ليكون منفتحًا واستشاريًا. كان منطقهم أنهم أرادوا إنشاء منظمة تتمتع بمصداقية كافية لتكون قادرة على جذب الجمهور العام دون المساس بمبادئ حقوق الإنسان الأساسية والحقائق المحيطة بمحنة الفلسطينيين. وقد دعت المنظمة متحدثين بارزين مثل نورمان فنكلشتاين قبل أن يصبح معروفاً للغاية لدى المهتمين بحقوق الإنسان الفلسطيني. سعت إدارات الجامعة إلى منع SPHR في كثير من الحالات وجعل من الصعب على الأعضاء ممارسة حريتهم في التعبير.

## المكتب الرئيسي
في عام 2001، بعد زيادة العضوية والأنشطة، قررت الفروع التأسيسية إنشاء هيكل مسؤول عن العمل كمركز اتصال ومصادر لمختلف فروع الحرم الجامعي. كان من المقرر أن يعرف هذا الهيكل رسميًا باسم SPHR-الوطنية.
تم منح هذا الهيكل الجديد مسؤولية توسيع وتعزيز إنشاء منظمات التضامن من أجل حقوق الإنسان الفلسطينيفي جميع أنحاء كندا. كما حصلت على تفويض للعمل كجماعة ضغط وتعبئة للدفاع عن حقوق الإنسان الفلسطيني على المستويين الإقليمي والفيدرالي. علاوة على ذلك تعمل SPHR-الوطنية كهيكل دعم للفروع التي تحتاج إلى مساعدة داخل هياكل اتحاد الطلاب والجامعات.

## الفروع
حاليًا لدى المنظمة فروع في 12 جامعة في كيبيك، أونتاريو، كولومبيا البريطانية، وألبرتا في الجامعات التالية: جامعة كونكورديا، جامعة مكغيل، جامعة مونتريال، جامعة كيبيك في مونتريال، جامعة أوتاوا، جامعة ويسترن أونتاريو، جامعة كارلتون، جامعة كوينز، وجامعة تورنتو، وجامعة تورنتو في ميسيسوجا، وجامعة ماكماستر، وجامعة كولومبيا البريطانية، وجامعة كالغاري، وجامعة رايرسون.